# Swordbrothers
Swordbrothers (Originaltitel: Hyeoltu) ist ein Historienfilm des südkoreanischen Regisseurs Park Hoon-jung aus dem Jahr 2011. Der Film handelt von zwei Adoptivbrüdern zur Zeit der Joseon-Dynastie.

## Handlung
Zur Zeit von König Gwanghaegun ist Korea (Joseon, 1619) mit der chinesischen Ming-Dynastie verbrüdert. Diese fordert Korea auf, Soldaten in den Krieg gegen die Mandschuren zu schicken. Eine Einheit angeführt von Heon-myeong ist gerade im Kampf gegen die Mandschuren und will Standhalten, bis die Hauptstreitkraft eintrifft. Allerdings sind sie hoffnungslos unterlegen. Um sein Leben zu retten, flüchtet Du-su vom Schlachtfeld und findet ein verlassenes Haus. Aus der Einheit können nur Heon-myeong und sein Freund Do-yeong gerade so überleben. Doch im Schnee und der Kälte droht ihnen auch der Tod. Do-yeongs Bein ist verletzt und er ist bewusstlos. In dem Moment erzählt Heon-myeong ihm, dass er seinen Vater verraten hat und so für dessen Tod verantwortlich ist, in der Annahme, Do-yeong würde es gar nicht hören und sowieso bald sterben. Am nächsten Tag will sich Heon-myeong auf den Weg nach Korea machen. Doch Do-yeong wacht plötzlich auf und täuscht vor, nichts von dem was er sagte, gehört zu haben.
Gemeinsam schaffen sie es zu dem Haus, dass auch Du-su zuvor gefunden hat. Sie erkennen ihn als Landsmann. Doch Heon-myung ist skeptisch, da er meint ihn aus seiner Einheit zu kennen. Mit Deserteuren macht er normalerweise kurzen Prozess. Doch Du-su behauptet, von der Haupteinheit zu sein. Rückblenden zeigen, wie er durch einen Aristokraten betrogen wurde und nur durch diesen in den Krieg ziehen musste. Du-su kennt sich in der Gegend gut aus und soll sie nach Korea führen. Derweil macht Do-yeong Heon-myeong Vorwürfe. Er habe alles gehört. und werde Heon-myeong umbringen. Auch Du-su erzählt er, dass Heon-myeong sie niemals am Leben lassen werden. Es kommt zum Kampf, bei den Heon-myeong sein Augenlicht verliert. Doch er ist noch immer ein ausgezeichneter Kämpfer. Plötzlich tauchen mandschurische Soldaten auf. Doch sie können sie in die Flucht schlagen. Allerdings kann einer flüchten und die anderen informieren.
Rückblenden zeigen, wie Heon-myeong und Do-yeong von Do-yeongs Vater aufgezogen und trainiert wurde. Heon-myeong stammt von einem verfeindenten Clan ab. Er war verliebt in die junge Seo-hyun und war in allem stets besser als Do-yeong. Doch als Heon-myeong im Gegensatz zu Do-yeong keine Stelle im Palast erhält und Do-yeong auch noch mit Seo-hyun verliebt wird, wird er wütend. Ein anderer Clan fordert ihn schließlich auf, Do-yeongs Vater zu verraten. Dann würde er einen Platz im Palast bekommen. Er setzt sich allerdings für Do-yeongs Leben ein.
Do-yeong erzählt Heon-myeong allerdings, dass er das alles bereits wusste. Er sei hintergangen worden. Die gleichen Leute, die Heon-myeong Verrat forderten, wollten ihn durch Do-yeong töten lassen. Do-yeong fasst neuen Mut und will leben, um sich zu rächen. Doch Do-yeong und Du-su sind zu zwei stärker. Allerdings kann er Du-su töten. Als plötzlich eine größere mandschurische Einheit auftaucht, kann Do-yeong sich verstecken. Heon-myeong bildet sich ein, in Korea zurück zu sein, Seo-hyun zu heiraten und sich zu rächen. Doch stattdessen wird er gerade von den Mandschuren geschnappt und vor die Tür geworfen. Die Mandschuren erkennen, dass es einen Kampf gegeben haben muss, wo sich alle gegenseitig töteten. Also ziehen sie weiter und spotten über die mit den Ming verbrüderten Koreaner, die sinnlos in den Krieg ziehen, ohne zu wissen, wofür sie überhaupt kämpfen. Heon-myeong würde schon von alleine bald sterben. Als die Soldaten weg sind, kommt Do-yeong hervor.

## Rezeption
Für Kwon Mee-yoo von der Korea Times biete der Film einen neuen Stil für epische Historienfilme. Der Ort der Handlung sei eine verlassene Schänke anstelle weiter Ebenen und großer Schlachten. Die verstärkt das Gefühl der Anspannung. Die Kämpfe seien stylish und die Leistung der Hauptdarsteller sei enthusiastisch.